# Adolfpateraïta
L'adolfpateraïta és un mineral de la classe dels sulfats. Rep el seu nom d'Adolf Patera (1819-1894), químic, mineralogista i metal·lúrgic txec. Va ser aprovat per l'Associació Mineralògica Internacional l'any 2011, sent el seu codi IMA2011-042.

## Característiques
L'adolfpateraïta és un sulfat uranil de potassi hidroxil·lat i hidratat, amb fórmula K(UO₂)(SO₄)(OH)(H₂O). Cristal·litza en el sistema monoclínic formant agregats cristal·lins hemisfèrics de fins a 3 mm. La seva duresa a l'escala de Mohs és 2.

## Formació i jaciments
L'adolfpateraïta és un mineral secundari que es troba a la zona oxidada dels dipòsits d'urani de la mina Svornost, a Jáchymov (Regió Karlovy Vary, Bohèmia, República Txeca). Sol trobar-se associada a altres minerals com: guix, schoepita o čejkaïta.